# Akrodynia
Akrodynia (Choroba Seltera, Feera i Swifta) – zespół chorobowy wieku wczesnego dzieciństwa, charakteryzujący się wzmożoną pobudliwością nerwową, rozdrażnieniem, apatią i nadmiernym ślinieniem.
Przyczyną tej choroby jest prawdopodobny kontakt małego dziecka ze związkami rtęci (zatrucie rtęcią). Charakterystycznymi objawami wskazującymi na tę chorobę jest zaczerwienienie rąk i nosa, występuje nadmierne pocenie się, ciśnienie w krwi jest podwyższone.
Leczenie polega na podawaniu środków uspokajających, witamin (szczególnie z grupy B), oraz hormonów kory nadnerczy.